# Samsung Galaxy J2
O Samsung Galaxy J2 é um smartphone, sendo o segundo da série Galaxy J, fabricado pela Samsung Electronics. Foi lançado em setembro de 2015.

## Especificações

### Hardware
O Galaxy J2 é equipado com um Exynos 3475 SoC, incluindo uma CPU ARM Cortex-A7 quad-core de 1,3 GHz, uma GPU ARM Mali-T720 e 1 GB de RAM . O armazenamento interno de 8 GB pode ser atualizado até 256 GB via cartão microSD.
Ele possui uma tela Super AMOLED de 4,7 polegadas. A câmera traseira tem 5 megapixels com flash LED, abertura f/2.2 e foco automático ; a câmera frontal tem 2 megapixels com abertura f/2.2.

### Software
O Galaxy J2 é fornecido com Android 5.1.1 "Lollipop" e interface de usuário TouchWiz da Samsung. 